# Would You Believe It?
Would You Believe It? è un cortometraggio muto del 1917 prodotto dalla Essanay di Chicago.

## Produzione
Il film fu prodotto dalla Essanay Film Manufacturing Company (come Black Cat).

## Distribuzione
Distribuito dalla General Film Company, il film - un cortometraggio di due bobine - uscì nelle sale cinematografiche USA il 1º luglio 1917.